# Waleryj Cichinia
Waleryj Hurjewicz Cichinia (biał. Валерый Гур'евіч Ціхіня, ros. Валерий Гурьевич Тихиня, Walerij Gurjewicz Tichinia; ur. 1 października 1940 w Kapatkiewiczach) – białoruski prawnik, polityk, uczony i wykładowca; dziekan, prorektor Białoruskiego Uniwersytetu Państwowego; w latach 1989–1996 działacz państwowy zajmujący wysokie stanowiska na Białorusi, m.in. minister sprawiedliwości, sekretarz Komitetu Centralnego Komunistycznej Partii Białorusi, wiceprezes i prezes Sądu Konstytucyjnego Republiki Białorusi; w latach 1991–1994 deputowany do Rady Najwyższej Białoruskiej SRR/Rady Najwyższej Republiki Białorusi XII kadencji; doktor nauk prawnych (odpowiednik polskiego stopnia doktora habilitowanego), profesor, członek korespondent Narodowej Akademii Nauk Białorusi.

## Życiorys
Urodził się 1 października 1940 roku w osiedlu typu miejskiego Kapatkiewiczy, w rejonie petrykowskim obwodu poleskiego Białoruskiej SRR, w rodzinie pracownika. W 1963 roku ukończył studia na Wydziale Prawa Białoruskiego Uniwersytetu Państwowego (BUP). W 1985 roku uzyskał stopień doktora nauk prawnych (odpowiednik polskiego stopnia doktora habilitowanego). W 1994 roku został profesorem, członkiem korespondentem Narodowej Akademii Nauk Białorusi.
W 1956 roku rozpoczął pracę jako urzędnik sądu ludowego rejonu wasilewickiego obwodu homelskiego. Po zakończeniu studiów, od 1963 roku pracował jako współpracownik naukowy i ekspert kryminalistyki Mińskiego Naukowo-Badawczego Instytutu Ekspertyz Sądowych Białoruskiej SRR, kierownik laboratorium kryminalistycznego BUP. Od 1966 roku pracował w organach prokuratury – był asystentem prokuratora miasta Mińska i prokuratorem rejonu leninowskiego Mińska. Po obronie kandydackiej dysertacji, od grudnia 1974 roku zajmował się działalnością naukową i pedagogiczną, był starszym wykładowcą, docentem, profesorem Katedry Procesu Cywilnego i Prawa Pracy BUP. W kwietniu 1983 roku został wybrany na dziekana Wydziału Prawa, a w grudniu 1986 roku – prorektorem ds. naukowych BUP. Od października 1989 do 1990 roku był ministrem sprawiedliwości Białoruskiej SRR. W latach 1990–1991 był sekretarzem Komitetu Centralnego Komunistyczna Partia Białorusi. Od 1991 roku pracował w Akademii Zarządzania przy Radzie Ministrów Republiki Białorusi. W latach 1991–1994 był deputowanym do Rady Najwyższej Białoruskiej SRR/Rady Najwyższej Republiki Białorusi XII kadencji. W 1993 roku pełnił funkcję zastępcy przewodniczącego Najwyższej Komisji Kwalifikacyjnej przy Radzie Ministrów Republiki Białorusi. Brał czynny udział w opracowaniu projektu Konstytucji Republiki Białorusi, przyjętej 15 marca 1994 roku. W 1994 roku był zastępcą prezesa, a w latach 1995–1996 – prezesem Sądu Konstytucyjnego Republiki Białorusi.
Po odwołaniu ze stanowiska prezesa Sądu Najwyższego zajmował się pracą pedagogiczną. W 1996 roku założył i do 1999 roku pełnił funkcję prezesa Białoruskiej Fundacji Współpracy Prawnej. Od września 1999 do 2002 roku był kierownikiem Katedry Dyscyplin Społeczno-Prawnych i Prawa Międzynarodowego Białoruskiego Państwowego Uniwersytetu Ekonomicznego. Od 2003 roku pełnił funkcję kierownika Katedry Prawa Cywilnego i Państwowego Mińskiego Instytutu Zarządzania. Pod jego kierownictwem naukowym pracowało 15 kandydatów nauk i aspirantów. Do 2010 roku pod jego kierownictwem obronionych zostało 29 dysertacji, konsultował tworzenie 4 dysertacji doktorskich, występował jako oficjalny oponent podczas obron dysertacji kandydackich i doktorskich. Wśród jego studentów byli m.in.: przewodniczący Wyższego Sądu Gospodarczego Republiki Białorusi, doktor nauk prawnych, profesor W. Kamiakou, minister sprawiedliwości Republiki Białorusi, kandydat nauk prawnych Wiktar Haławanau.

## Poglądy
W czasie pracy na stanowisku prezesa Sądu Konstytucyjnego konsekwentnie występował przeciwko, jego zdaniem, łamaniu norm konstytucyjnych przez prezydenta Alaksandra Łukaszenkę. Będąc deputowanym, w czasie wystąpienia przed Radą Najwyższą sytuację na Białorusi pod rządami Łukaszenki nazwał prawnym Czarnobylem. Jako jedyny białoruski parlamentarzysta w 1991 roku głosował przeciwko ratyfikacji przez Białoruś porozumienia o utworzeniu Wspólnoty Niepodległych Państw (rozwiązującego ZSRR).

## Prace
Waleryj Cichinia jest autorem ok. 400 prac na temat prawa międzynarodowego, konstytucyjnego, cywilnego i cywilno-procesowego, rodzinnego, pracy i kryminalnego. Samodzielnie i we współautorstwie wydał 15 podręczników (w tym podręcznik na temat międzynarodowego prawa prywatnego, używany na Białorusi i w innych krajach), 29 monografii i 25 poradników naukowo-praktycznych, 3 poradniki prawne, 4 komentarze prawne. Wielu z nich używa się na Białorusi w praktyce sądowej i procesie naukowym, a także podczas tworzenia prawa. Waleryj Cichinia przeprowadził ok. 20 badań dotyczących problemów formowania się demokratycznego państwa prawa na Białorusi. Najważniejsze prace:
- Primienienije kriminalisticzeskoj taktiki w grażdanskom processie (Mińsk, 1976);
- Grażdanskij process BSSR (w 4 t.) (Mińsk, 1979–1982);
- Tieorieticzeskije problemy primienienija dannych kriminalistiki w grażdanskom sudoproizwodstwie (Mińsk, 1983);
- Nauczno-prakticzeskij kommientarij k Grażdanskomu processualnomu processu Biełorusskoj SSR (Mińsk, 1989);
- Tiernistyj put′ k prawowomu gosudarstwu (Mińsk, 1995);
- Prawowoje położenije inostrancew w Riespublikie Biełaruś (Mińsk, 1998);
- Prawowyje osnowy siemji (Mińsk, 2006);
- Prawowoje gosudarstwo kak osnowa prieobrazowanij obszczestwa i ekonomiki w Riespublikie Biełaruś (Mińsk, 2006);
- Mieżdunarodnoje czastnoje prawo (Mińsk, 2007);
- Zaszczita praw licznosti w biełorusskom grażdanskom processie (Mińsk, 2008);
- Widy grażdanskogo sudoproizwodstwa w Riespublikie Biełaruś (Mińsk, 2008);
- Prawowyje osnowy naucznoj diejatielnosti w Riespublikie Biełaruś (Mińsk, 2008);
- Nauczno-prakticzeskij kommientarij k Kodieksu Riespubliki Biełaruś o brakie i siemje (Mińsk, 2009);
- Grażdanskij process (Mińsk, 2009);

i wiele innych.

## Odznaczenia
- Order Czerwonego Sztandaru Pracy (ZSRR, 1986);
- Medal „Za pracowniczą wybitność” – za wielkie zasługi z dziedzinie orzecznictwa (ZSRR, 1970)[3];
- dwa inne medale[2];
- tytuł honorowy „Zasłużony Prawnik Białoruskiej SRR” (1990)[1];
- Zwycięzca Republikańskiego Konkursu o Nagrodę im. Uładzimira Spasowicza (tzw. „białoruski prawny Oscar”; maj 2010)[2].

Na wniosek Międzynarodowego Centrum Biograficznego w Cambridge, Waleryj Cichinia znalazł się na liście 500 najbardziej znanych naukowców świata „Żywe legendy”. Został też wprowadzony do Księgi Honoru Ministerstwa Sprawiedliwości Republiki Białorusi.